# Исаченко, Алексей Алексеевич
Алексе́й Алексе́евич Исаче́нко — (род. 20 февраля 1950, село Ваганово, Кемеровская область) — советский и российский актёр театра, народный артист России (1999).

## Биография
Родился в селе Ваганово Кемеровской области, вырос на станции Замзор Иркутской области. В 1969 году окончил Иркутское театральное училище по специальности «актерское искусство» (ученик В. К. Венгера) и был принят на работу в Иркутский драматический театр им. Н. П. Охлопкова.
Одной из его первых ролей в театре стала роль Бусыгина в первой постановке пьесы Александра Вампилова «Старший сын»; при этом в работе над спектаклем Иркутского театра участвовал сам драматург, с которым молодой актёр подружился.
В 1970 году перешёл в Калининский государственный драматический театр, в 1979 году — в Челябинский областной драматический театр им. М. Горького (ныне — театр драмы и комедии «Наш Дом») в Озёрске.
В 1999 году Исаченко был удостоен звания народного артиста России.
С 2001 года Алексей Исаченко — актёр Красноярского драматического театра имени А. С. Пушкина.
Помимо театральной деятельности многие годы работал диктором на радиостанциях Калинина, Озёрска и Красноярска.
Первый исполнитель роли Бусыгина в пьесе Александра Вампилова «Старший сын».

## Избранные роли
- 1969 — «Старший сын» по повести А. В. Вампилова — Бусыгин
- Лопахин — «Вишнёвый сад» по пьесе А. П. Чехова
- Буслай — «Порог» по пьесе А. Дударева
- Зилов — «Утиная охота» по повести А. В. Вампилова
- Городничий — «Ревизор» по пьесе Н. В. Гоголя
- Воланд — «История Мастера и Маргариты» по роману М. А. Булгакова
- Баба-яга — «Два клёна» по пьесе Е. Л. Шварца
- Коромыслов — «Екатерина Ивановна» по Л. Н. Андрееву
- Макбет — «Макбет» по пьесе У. Шекспира
- Пётр I — «Пётр и Алексей» по пьесе Ф. Горенштейна
- Громилов — «Таланты и поклонники» по пьесе А. Н. Островского
- Глостер — «Король Лир» по пьесе У. Шекспира
- Сарафанов — «Старший сын» по пьесе А. В. Вампилова
- 2003 — «Банкрот, или Свои люди — сочтёмся» по пьесе А. Н. Островского — Самсон Силыч Большов, купец
- 2007 — «Чайка» по пьесе А. П. Чехова — Петр Николаевич Сорин
- 2008 — «Похороните меня за плинтусом» по повести Павла Санаева — Гицель (Дедушка)
- 2009 — «Тёмные аллеи» по мотивам рассказов И. А. Бунина — Пётр Иванович
- 2011 — «Конёк-Горбунок» по мотивам сказки в стихах П. П. Ершова — Рассказчик, Отец, Царь
- 2012 — «Варвары» по пьесе М. Горького — Головастиков Павлин Савельевич
- 2012 — «Путешествие Алисы в Швейцарию» по пьесе Лукаса Бэрфуса — Вальтер
- 2013 — «Тихий шорох уходящих шагов» — Юрасик, друг Дмитрича
- 2015 — «Пастух и пастушка» по В. П. Астафьеву — Главврач
- 2016 — «Земля Эльзы» по пьесе Ярославы Пулинович — Малашкин Василий Игнатьевич
- 2016 — «Дни нашей жизни» по пьесе Л. Н. Андреева — Некто в сером, Иван Петрович Дзержбицкий – профессор
- 2019 — «Август: Графство Осейдж» — Беверли Уэстон
- 2021 — «Без названия» по пьесе А. П. Чехова — Иван Иванович Трилецкий
- 2023 — «Коварство и любовь»по пьесе Ф. Шиллера — Миллер, учитель музыки
- 2024 — «Время женщин» по Е. Чижовой — Соломон Захарович, доктор

## Семейное положение
Женат на актрисе, заслуженной артистке России Светлане Ильиной, актрисе Красноярского драматического театра имени А. С. Пушкина, ранее также работавшей в Челябинском областном драматическом театре в Озёрске.
Имеет двоих сыновей, Исаченко Алексея Алексеевича и Исаченко Кирилла Алексеевича, внука и внучку —   Исаченко Алексея Алексеевича и Исаченко Софию Алексеевну.

## Награды и звания
- 1989 — Заслуженный артист РСФСР
- 1999 — народный артист России
- 2010 — приз I фестиваля «Ново-Сибирский транзит» за лучшую мужскую роль второго плана (Петр Иванович в спектакле «Темные аллеи» Красноярского драматического театра имени А. С. Пушкина)[8]